# Flugplatz Herzogenaurach

i7
i11
i13

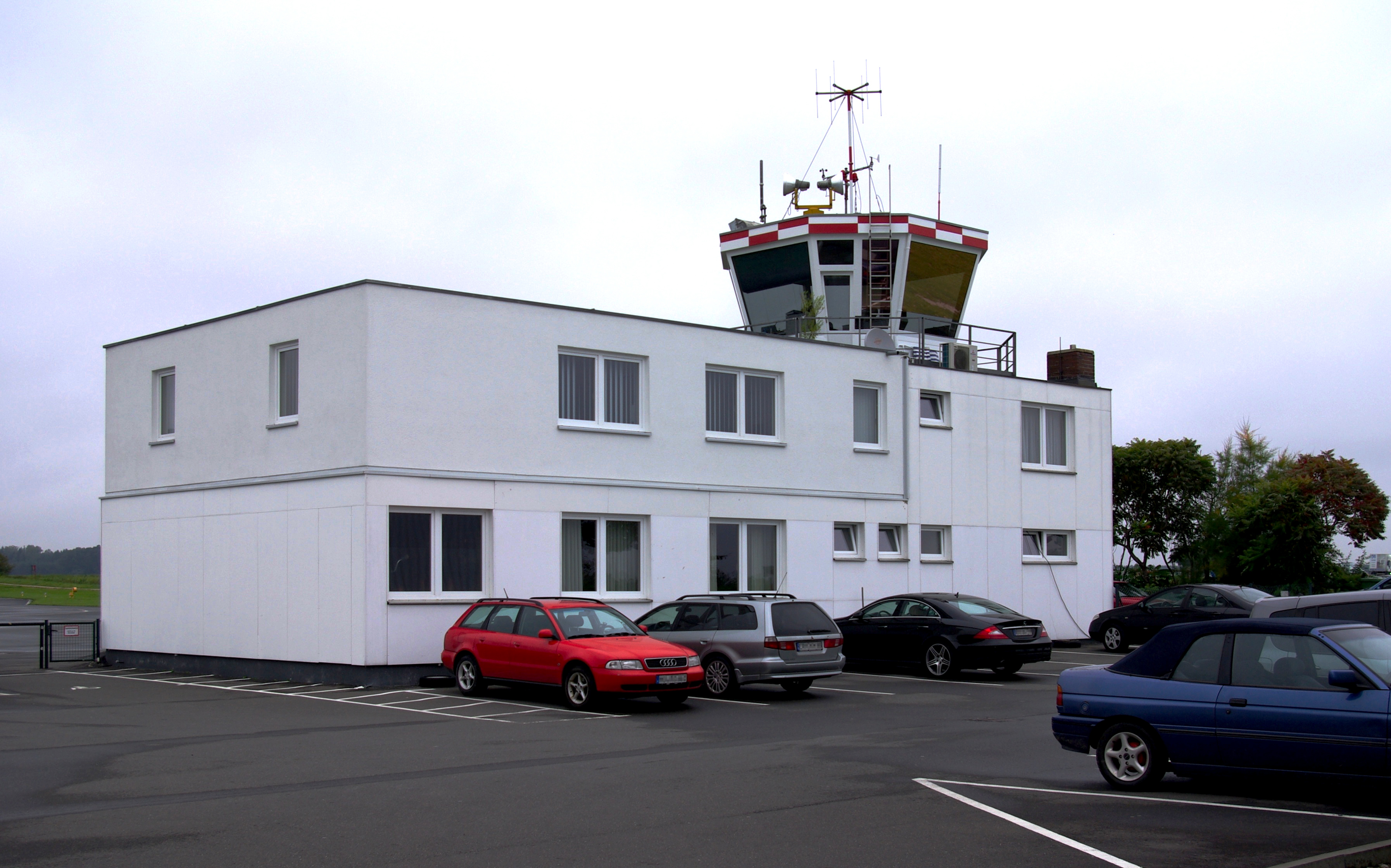
Turm des Flugplatzes Herzogenaurach

Der Flugplatz Herzogenaurach (ICAO-Code: EDQH) ist ein Verkehrslandeplatz und liegt etwa zwei Kilometer nördlich von Herzogenaurach.

## Geografie
Der Flugplatz liegt am nordwestlichen Ortsrand von Herzogenaurach am Birkenbühl auf einer Höhe von 326 m ü. NN. Naturräumlich befindet er sich auf einer um 30 Höhenmeter exponierten Hochebene oberhalb des Tales der Mittleren Aurach. Nördlich liegt der Aischgrund, südlich der Rangau.

## Geschichte
Der erste Flugplatz entstand in Herzogenaurach als Militärflugplatz und wurde am 1. Oktober 1935 eröffnet. Er diente zur Ausbildung von Jagdfliegern und von 1939 bis 1945 waren dort Jagdgeschwader der Luftwaffe stationiert. Die in Ost-West-Richtung verlaufende, etwa einen Kilometer lange Grasrollbahn war mit einer Ziegelsteinlage zusätzlich befestigt und befand sich etwa bei dem heutigen Olympiaring.
Nach der Besetzung am 19. April 1945 durch alliierte Truppen wurde das dortige Gelände als Advanced Landing Ground ALG R-29 bezeichnet, dann als Herzo Base, und den Deutschen war die Fliegerei zunächst verboten.
Der nach der Aufhebung des Flugverbotes 1951 gegründete Verein Aero-Club Herzogenaurach e. V. machte sich 1960 daran, eine geeignete Stelle für einen neuen Flugplatz zu suchen, da das Gelände des Fliegerhorstes erst 1992 an die Bundesrepublik Deutschland zurückgegeben wurde. Man fand diese in einem Grundstück etwa einen halben Kilometer nördlich der Stadtgrenze von Herzogenaurach. Im Herbst 1961 wurde eine 700 Meter lange Grasbahn von den Behörden abgenommen, welche aber erst am 14. Oktober 1962 offiziell eingeweiht wurde. 1970 wurde der Flugplatz zum Verkehrslandeplatz ausgebaut. Im Zuge dessen wurde auch die Bahn asphaltiert, welche am 28. Juni 1970 eröffnet wurde.

## Flugplatz und Ausstattung
Der Flugplatz ist für Segel- und Motorflugzeuge bis 3700 kg MTOW sowie für Hubschrauber bis 5700 kg und wird meist von 9:00 bis eine halbe Stunde nach Sonnenuntergang betrieben. Der Halter des Flugplatzes ist die Flugplatz GmbH Herzogenaurach.
Es bestehen mehrere Wirtschaftsgebäude, ein Turm, ein Hangar, ein Restaurant und es gibt eine Tankmöglichkeit.

## Zwischenfälle
- Am 4. März 1963 überrollte eine Douglas DC-3A-191 (Luftfahrzeugkennzeichen N16067) bei der Landung das Bahnende, stürzte in einen Graben und wurde irreparabel beschädigt. Personen kamen nicht zu Schaden.[4]

- Am 15. Juni 2010 setzte eine Piper PA-28-140 Cherokee (D-EFSO) erst ca. 140 bis 120 Meter vor dem Ende der Bahn auf. Bei dem Versuch, die Bahn über einen Rollweg zu verlassen, rammte die linke Tragfläche eine Lampe der Bahnbefeuerung, und die Maschine rutschte in einen Graben.[5]

- Am 16. September 2014 kam es zur Bruchlandung einer zweimotorigen Piper PA-30-160 Twin Comanche (D-GAST), deren Fahrwerk nicht ausgefahren worden war.[6][7]

- Am 7. August 2015 havarierte wiederum eine zweisitzige Propellermaschine, die ebenso landete, ohne das Fahrwerk ausgefahren zu haben.[8]

## Verkehr
Eine Gemeindestraße erschließt den Flugplatz zu der fünf Kilometer östlich verlaufenden Bundesautobahn 3 hin. Der ÖPNV bedient den Flugplatz nicht, die nächstgelegenen Zustiegsmöglichkeiten bestehen etwa 500 m südlich zu den Stadtbuslinien 201, 279 und 273, die An der Schütt an das Streckennetz des Verkehrsverbund Großraum Nürnberg anschließen.